# Cách mạng xã hội
Cách mạng xã hội là một phạm trù triết học.

## Các định nghĩa[1]

### Nghĩa rộng
Cách mạng xã hội là sự biến đổi căn bản về chất trong toàn bộ các lĩnh vực của đời sống xã hội. Nó là phương thức chuyển từ hình thái kinh tế-xã hội cũ sang hình thái kinh tế-xã hội tiến bộ hơn.

### Nghĩa hẹp
Cách mạng xã hội là việc lật đổ một chính quyền đã lỗi thời và thiết lập một chế độ chính trị tiến bộ hơn.

## Nguyên nhân[2]

### Khách quan
Nguyên nhân này còn được gọi là nguyên nhân sâu xa. Nội dung của nguyên nhân này đó là mâu thuẫn gay gắt giữa sự phát triển của lực lượng sản xuất với sự hạn chế của quan hệ sản xuất lỗi thời mà lực lương sản xuất này tham gia. 

### Chủ quan
Nguyên nhân chủ quan của cách mạng xã hội là sự trưởng thành về mặt tổ chức và mặt nhận thức của giai cấp cách mạng.

## Vấn đề cơ bản[3]
Trong mọi cuộc cách mạng xã hội, để có thể xây dựng một hình thái kinh tế-xã hội mới, giai cấp cách mạng cần phải giành chính quyền từ tay của giai cấp phản cách mạng và sử dụng chính quyền đó. Như vậy, ta có thể thấy vấn đề chính quyền là vấn đề cơ bản của mọi cuộc cách mạng xã hội.

## Giai đoạn[3]
Cách mạng xã hội trải qua 2 giai đoạn chính:
- Giành chính quyền.
- Xây dựng chính quyền mới.

## Vai trò[4]
Cách mạng xã hội là động lực của sự phát triển của xã hội. Karl Marx cho rằng cách mạng xã hội là "đầu tàu của lịch sử ".
- Cách mạng xã hội là cách để thay thế hình thái kinh tế-xã hội, tiến đến hình thái kinh tế-xã hội tiến bộ hơn.
- Cách mạng xã hội là cách giải quyết triệt để các mâu thuẫn cơ bản, từ đó tiến tới một xã hội phát triển.